# 连儿湾乡
连儿湾乡，是中华人民共和国甘肃省定西市临洮县下辖的一个乡镇级行政单位。

## 行政区划
连儿湾乡下辖以下地区：
连儿湾村、潘家岔村、花儿岔村、羊嘶川村、三源村、花麻湾村、东升村、王西湾村、簸箕湾村、翟家梁村和大湾村。